# محمد عبد الله الغافري
محمد عبد الله مبارك الغافري (31 ديسمبر1987 - ) هو سباح إماراتي.

## مسيرته
سباح فيني نادي العين للألعاب الرياضية، متميز في السباحة الحرة والظهر والفراشة. حاصل على المركز الثالث في كأس العالم للسباحة عام 2011، والمركز الثاني في البطولة العربية 2012، والمركز الأول في بطولة الخليج عام 2011 و2012.